# Lajja Gauri

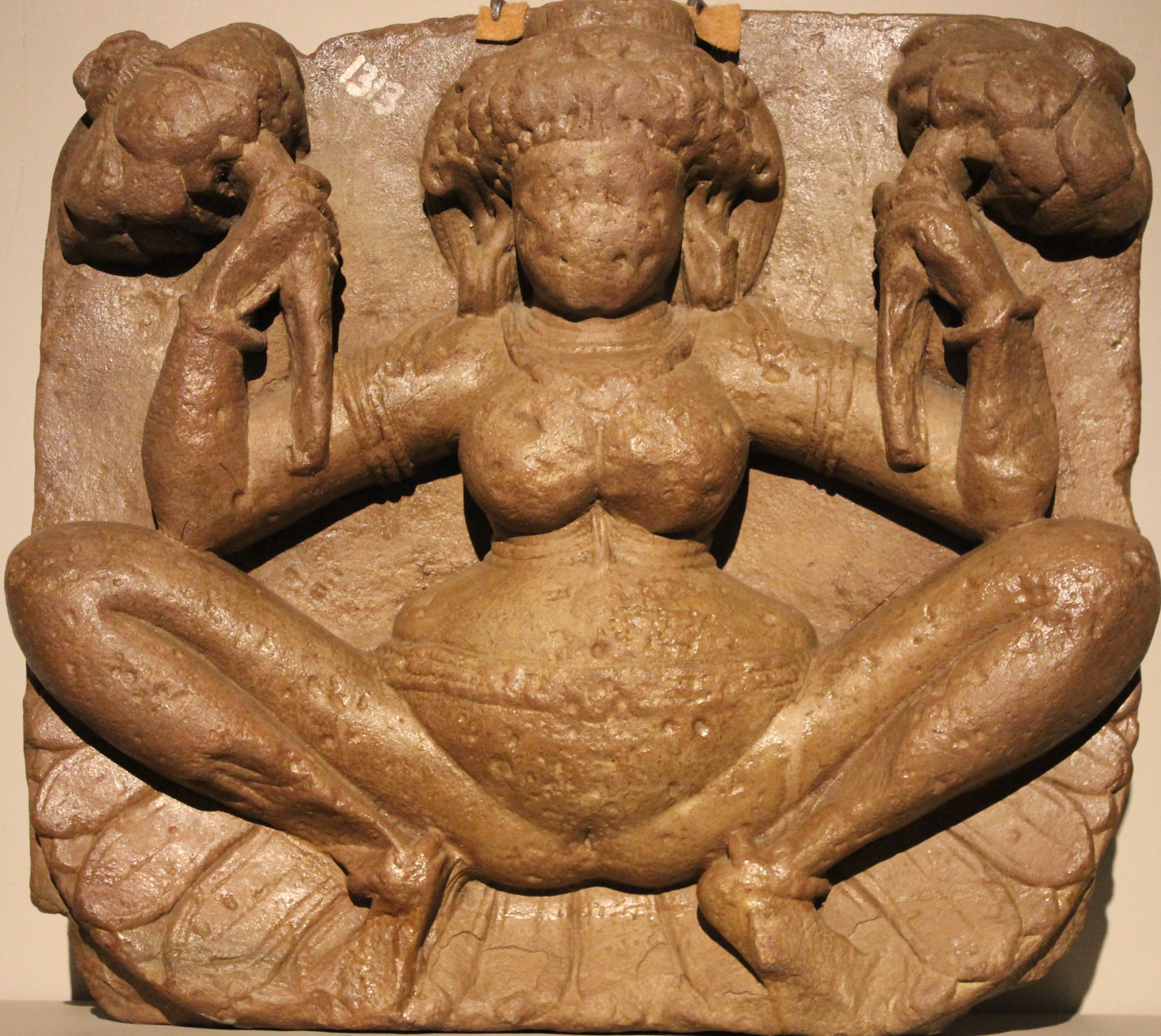
Lajja Gauri

Lajja Gauri es una diosa del hinduismo asociada a la abundancia y la fertilidad, y se ha descrito eufemísticamente como Lajja (esto es, modestia). 
Las primeras representaciones de Lajja Gauri en cultos de shaktismo fueron encontradas en sellos del Valle del Indo, aunque su representación posterior se remonta a los siglos del I al III, y su adoración es prevalente en el Deccan, una región de la subcontinente indio.